# Stargazing Live
Stargazing Live is een populairwetenschappelijk tv-programma dat van 3 tot 5 januari 2011 voor het eerst live werd uitgezonden door BBC Two. Dara Ó Briain en professor Brian Cox verzorgden de presentatie vanuit het Jodrell Bank Centre for Astrophysics waar de Lovelltelescoop staat, een van de bekendste radiotelescopen van het Verenigd Koninkrijk.
Copresentatrice Liz Bonnin bevond zich ondertussen op Mauna Kea te Hawaï in de Verenigde Staten alwaar het Mauna Kea-observatorium staat. Daar volgde ze enkele (amateur-) astronomen en nam ze een interview af in de United Kingdom Infrared Telescope, de grootste infraroodtelescoop ter wereld. Co-presentator Mark Thompson deed verslag van de meteorenzwerm Boötiden in Macclesfield. Gedurende de drie uitzendingen hielp hij daarnaast Jonathan Ross met het waarnemen van sterren en planeten op een voor het publiek toegankelijke wijze.
Terwijl Thompson tijdens het waarnemen van de Boötiden zijn beklag deed over de grotendeels bewolkte lucht, schoot op de achtergrond een meteoor voorbij. Pas nadat kijkers de BBC - nog tijdens de uitzending - hadden gemaild en getwitterd, werd hier kort aandacht aan besteed door Ó Briain en Cox.

## Sterrenkundige gebeurtenissen
De uitzending van het programma viel samen met enkele sterrenkundige gebeurtenissen;
- een conjunctie van de planeten Jupiter en Uranus,[8]
- de meteorenzwerm Boötiden,
- een gedeeltelijke zonsverduistering,[9]
- de Aarde bevond zich op 3 januari in het perihelium.[10]